# Un œil, une histoire
 (janvier 2023).
Si vous disposez d'ouvrages ou d'articles de référence ou si vous connaissez des sites web de qualité traitant du thème abordé ici, merci de compléter l'article en donnant les références utiles à sa vérifiabilité et en les liant à la section « Notes et références ».
Un oeil, une histoire est une série de seize films documentaires conçue et réalisée par Marianne Alphant et Pascale Bouhénic entre 2013 et 2020. Les films donnent la parole à des historiens et historiennes de l'art de renommée internationale et de générations diverses. 
Chaque film est le portrait d’un historien ou d’une historienne qui expose son parcours en posant progressivement sur sa table de travail une dizaine de reproductions d’œuvres. 
Comment les historiens de l’art regardent-ils les tableaux ? Comment comprennent-ils les artistes ? Comment organisent-ils les époques ? Telles sont les questions de la série, qui s’inspire formellement d’Aby Warburg, et en particulier des planches de l’Atlas Mnémosyne. La table remplie d’images, qui apparaît à la fin, constitue le rébus d’une vie, d’une méthode et d’un goût.

## Episodes
- Bande annonce
- 2013 : Georges Didi-Huberman, Douze images pour le meilleur et pour le pire
- 2014 : Gilles A. Tiberghien, Extension du domaine de l'art
- 2014 : Rosalind Krauss, Une moderniste, une vraie
- 2014 : Victor Stoichita, L'image-superlangage
- 2014 : Michel Thévoz, Hélium, hydrogène et histoire de l'art
- 2015 : Michael Fried, In love with Diderot
- 2015 : Svetlana Alpers, Distance et étrangeté
- 2015 : Thierry de Duve, Un message, une adresse
- 2015 : Roland Recht, La cathédrale et le papillon
- 2015 : Laurence Bertrand Dorléac, Une passion spéciale
- 2016 : Carlo Ginzburg, Tout m'intéresse là-bas[2]
- 2017 : Elisabeth Lebovici, Je suis le témoin vivant
- 2017 : Philippe-Alain Michaud, Le réel traversé par la fiction
- 2017 : Gérard Wajcman, Si on est narcisse ou jonquille
- 2018 : Jean-Paul Demoule, Un grain de raisin dans une amphore
- 2020 : Hubert Damisch, In absentia

## Diffusion et édition
La série a été diffusée sur les chaînes Histoire et La Chaîne Parlementaire entre 2014 et 2020.
La série a été éditée sur DVD par Doriane Films en 2 volumes.
Un mémoire de Master 2 en histoire de l'art intitulé La collection "Un oeil, une histoire" : filmer la pensée en travail a été consacré à la série par Lou Nicolas sous la direction d'Arnaud Maillet, Lettres Sorbonne Université - année 2020-2021.